# جزيرة ساوث بادري (تكساس)
ساوت بادري أيلاند (بالإنجليزية: South Padre Island)‏ هي مدينة أمريكية تقع في ولاية تكساس.تبلغ مساحة هذه المدينة 4.9 (كم²)،ويبلغ عدد سكانها 2816 نسمة حسب إحصاء سنة 2010 م. تشير إحصاءات سنة 2000م بأن الكثافة السكانية في هذه المدينة تقدر بـ(515.8) نسمة/كم2.

## التركيبة السكانية
حدّد مكتب تعداد الولايات المتحدة بيانات التركيبة السكانية لجزيرة ساوث بادري في تعداد الولايات المتحدة. في ما يلي، التركيبة السكانية حسب تعدادي 2000 و2010.

### تعداد عام 2000
بلغ عدد سكان جزيرة ساوث بادري 2,422 نسمة بحسب تعداد عام 2000، وبلغ عدد الأسر 1,211 أسرة وعدد العائلات 662 عائلة مقيمة في البلدة. في حين سجلت الكثافة السكانية 250.2 نسمة لكل كيلومتر مربع (648.0/ميل2). وبلغ عدد الوحدات السكنية 4,685 وحدة بمتوسط كثافة قدره 484 لكل كيلومتر مربع (1,253.6/ميل2).
وتوزع التركيب العرقي للبلدة بنسبة 94.59% من البيض و0.70% من الأمريكيين الأفارقة و0.45% من الأمريكيين الأصليين و0.21% من الأمريكيين ذوي الأصول الآسيوية و0.04% من سكان جزر المحيط الهادئ و2.77% من الأعراق الأخرى و1.24% من عرقين مختلطين أو أكثر و22.83% من الهسبانيون أو اللاتينيون من أي عرق.
بلغ عدد الأسر 1,211 أسرة كانت نسبة 16.4% منها لديها أطفال تحت سن الثامنة عشر تعيش معهم، وبلغت نسبة الأزواج القاطنين مع بعضهم البعض 47.2% من أصل المجموع الكلي للأسر، ونسبة 4.2% من الأسر كان لديها معيلات من الإناث دون وجود شريك، بينما كانت نسبة 3.2% من الأسر لديها معيلون من الذكور دون وجود شريكة وكانت نسبة 45.3% من غير العائلات. تألفت نسبة 35.8% من أصل جميع الأسر من عدة أفراد يعيشون في نفس المنزل ونسبة 7.8% كانت تتألف من شخص يعيش بمفرده يبلغ من العمر 65 عاماً أو أكثر. وبلغ متوسط حجم الأسرة المعيشية 2.00، أما متوسط حجم العائلات فبلغ 2.54.
بلغ العمر الوسطي للسكان 46.7 عاماً. وكانت نسبة 12.9% من القاطنين تحت سن الثامنة عشر، وكانت نسبة 6.2% بين الثامنة عشر والرابعة والعشرين عاماً، ونسبة 28.2% كانت واقعةً في الفئة العمرية ما بين الخامسة والعشرين والرابعة والأربعين عاماً، ونسبة 34.2% كانت ما بين الخامسة والأربعين والرابعة والستين، ونسبة 18.4% كانت ضمن فئة الخامسة والستين عاماً فما فوق. يوجد لكل 100 أنثى 113.8 ذكر، ويوجد لكل 100 أنثى في الثامنة عشر من عمرها فما فوق 115.9 ذكر.
بلغ متوسط دخل الأسرة في البلدة 45,417 دولارًا، أما متوسط دخل العائلة فبلغ 53,250 دولارًا. وكان متوسط دخل الذكور 39,250 دولارًا مقابل 30,028 دولارًا للإناث. وسجل دخل الفرد الخاص بالبلدة 31,708 دولارًا. وكانت نسبة 10.2% من العائلات ونسبة 12% من السكان تحت خط الفقر، وكان من هؤلاء نسبة 11.1% تحت سن الثامنة عشر ونسبة 7.8% في الخامسة والستين من العمر وما فوق.

### تعداد عام 2010
بلغ عدد سكان جزيرة ساوث بادري 2,816 نسمة بحسب تعداد عام 2010، وبلغ عدد الأسر 1,354 أسرة وعدد العائلات 782 عائلة مقيمة في البلدة. في حين سجلت الكثافة السكانية 290.9 نسمة لكل كيلومتر مربع (753.4/ميل2). وبلغ عدد الوحدات السكنية 6,718 وحدة بمتوسط كثافة قدره 694 لكل كيلومتر مربع (1,797.5/ميل2).
وتوزع التركيب العرقي للبلدة بنسبة 93.39% من البيض و1.14% من الأمريكيين الأفارقة و0.46% من الأمريكيين الأصليين و1.42% من الأمريكيين ذوي الأصول الآسيوية و0.04% من سكان جزر المحيط الهادئ و2.27% من الأعراق الأخرى و1.28% من عرقين مختلطين أو أكثر و29.40% من الهسبانيون أو اللاتينيون من أي عرق.
بلغ عدد الأسر 1,354 أسرة كانت نسبة 16.3% منها لديها أطفال تحت سن الثامنة عشر تعيش معهم، وبلغت نسبة الأزواج القاطنين مع بعضهم البعض 50.1% من أصل المجموع الكلي للأسر، ونسبة 4.7% من الأسر كان لديها معيلات من الإناث دون وجود شريك، بينما كانت نسبة 3% من الأسر لديها معيلون من الذكور دون وجود شريكة وكانت نسبة 42.2% من غير العائلات. تألفت نسبة 33.2% من أصل جميع الأسر من عدة أفراد يعيشون في نفس المنزل ونسبة 10% كانت تتألف من شخص يعيش بمفرده يبلغ من العمر 65 عاماً أو أكثر. وبلغ متوسط حجم الأسرة المعيشية 2.08، أما متوسط حجم العائلات فبلغ 2.62.
بلغ العمر الوسطي للسكان 52.1 عاماً. وكانت نسبة 13.7% من القاطنين تحت سن الثامنة عشر، وكانت نسبة 5.2% بين الثامنة عشر والرابعة والعشرين عاماً، ونسبة 18.8% كانت واقعةً في الفئة العمرية ما بين الخامسة والعشرين والرابعة والأربعين عاماً، ونسبة 38.4% كانت ما بين الخامسة والأربعين والرابعة والستين، ونسبة 23.9% كانت ضمن فئة الخامسة والستين عاماً فما فوق. وتوزع التركيب الجنسي للسكان بنسبة 51.1% ذكور و48.9% إناث.

## المناخ
يظهر الجدول التالي التغييرات المناخية على مدار السنة لجزيرة ساوث بادري:
| البيانات المناخية لـجزيرة ساوث بادري | البيانات المناخية لـجزيرة ساوث بادري | البيانات المناخية لـجزيرة ساوث بادري | البيانات المناخية لـجزيرة ساوث بادري | البيانات المناخية لـجزيرة ساوث بادري | البيانات المناخية لـجزيرة ساوث بادري | البيانات المناخية لـجزيرة ساوث بادري | البيانات المناخية لـجزيرة ساوث بادري | البيانات المناخية لـجزيرة ساوث بادري | البيانات المناخية لـجزيرة ساوث بادري | البيانات المناخية لـجزيرة ساوث بادري | البيانات المناخية لـجزيرة ساوث بادري | البيانات المناخية لـجزيرة ساوث بادري | البيانات المناخية لـجزيرة ساوث بادري |
| الشهر                                | يناير                                | فبراير                               | مارس                                 | أبريل                                | مايو                                 | يونيو                                | يوليو                                | أغسطس                                | سبتمبر                               | أكتوبر                               | نوفمبر                               | ديسمبر                               | المعدل السنوي                        |
| ------------------------------------ | ------------------------------------ | ------------------------------------ | ------------------------------------ | ------------------------------------ | ------------------------------------ | ------------------------------------ | ------------------------------------ | ------------------------------------ | ------------------------------------ | ------------------------------------ | ------------------------------------ | ------------------------------------ | ------------------------------------ |
| الدرجة القصوى °ف (°م)                | 83 (28)                              | 88 (31)                              | 94 (34)                              | 94 (34)                              | 94 (34)                              | 96 (36)                              | 96 (36)                              | 105 (41)                             | 99 (37)                              | 94 (34)                              | 90 (32)                              | 83 (28)                              | 105 (41)                             |
| متوسط درجة الحرارة الكبرى °ف (°م)    | 67.9 (19.9)                          | 70.1 (21.2)                          | 73.9 (23.3)                          | 78.6 (25.9)                          | 83.8 (28.8)                          | 88.0 (31.1)                          | 88.9 (31.6)                          | 89.7 (32.1)                          | 88.6 (31.4)                          | 84.4 (29.1)                          | 78.9 (26.1)                          | 71.4 (21.9)                          | 80.4 (26.9)                          |
| المتوسط اليومي °ف (°م)               | 60.9 (16.1)                          | 63.0 (17.2)                          | 67.7 (19.8)                          | 73.3 (22.9)                          | 78.9 (26.1)                          | 83.0 (28.3)                          | 83.3 (28.5)                          | 84.3 (29.1)                          | 82.9 (28.3)                          | 78.5 (25.8)                          | 72.1 (22.3)                          | 63.4 (17.4)                          | 74.3 (23.5)                          |
| متوسط درجة الحرارة الصغرى °ف (°م)    | 53.9 (12.2)                          | 55.9 (13.3)                          | 61.4 (16.3)                          | 68.0 (20.0)                          | 74.0 (23.3)                          | 78.0 (25.6)                          | 77.8 (25.4)                          | 78.9 (26.1)                          | 77.2 (25.1)                          | 72.6 (22.6)                          | 65.3 (18.5)                          | 55.3 (12.9)                          | 68.2 (20.1)                          |
| أدنى درجة حرارة °ف (°م)              | 31 (−1)                              | 29 (−2)                              | 39 (4)                               | 45 (7)                               | 57 (14)                              | 69 (21)                              | 63 (17)                              | 68 (20)                              | 57 (14)                              | 40 (4)                               | 40 (4)                               | 36 (2)                               | 29 (−2)                              |
| الهطول إنش (مم)                      | 1.2 (30)                             | 1.5 (38)                             | 1.2 (30)                             | 1.7 (43)                             | 2.7 (69)                             | 2.7 (69)                             | 2.3 (58)                             | 2.3 (58)                             | 4.4 (110)                            | 3.1 (79)                             | 1.5 (38)                             | 1.4 (36)                             | 26 (658)                             |
| المصدر:                              |                                      |                                      |                                      |                                      |                                      |                                      |                                      |                                      |                                      |                                      |                                      |                                      |                                      |

## معرض صور

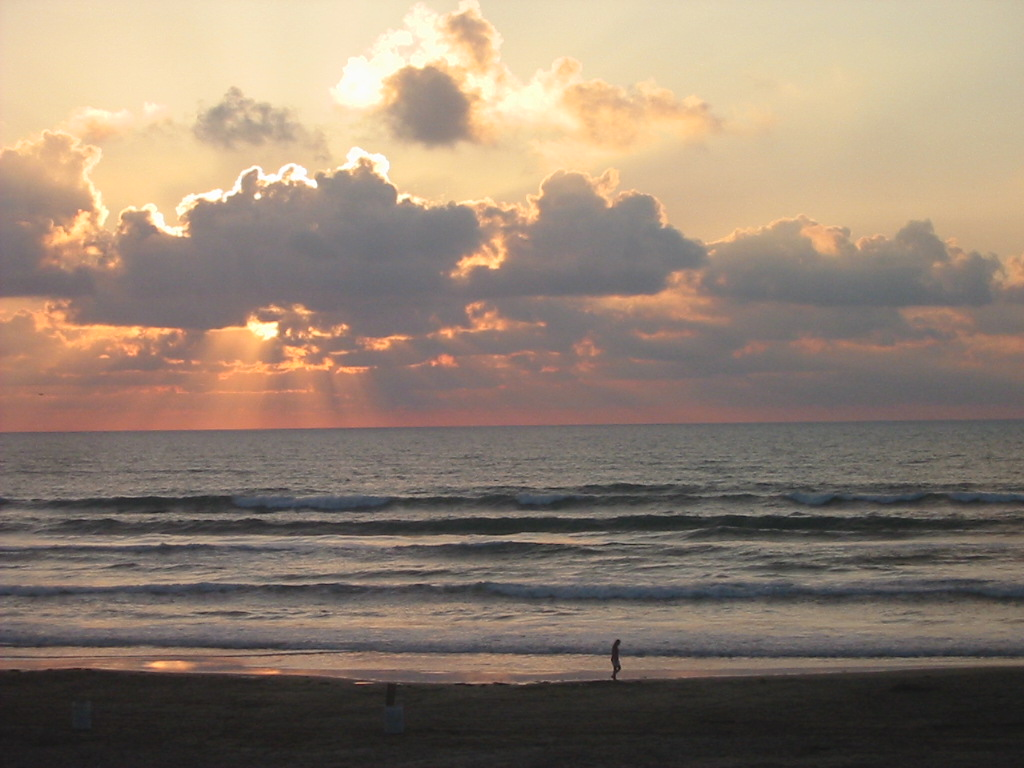
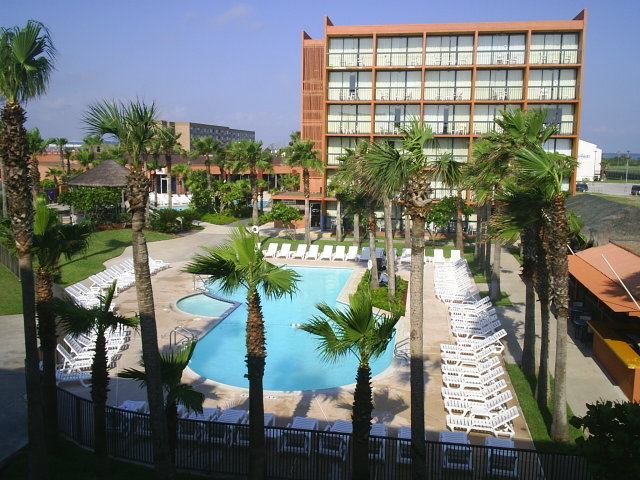
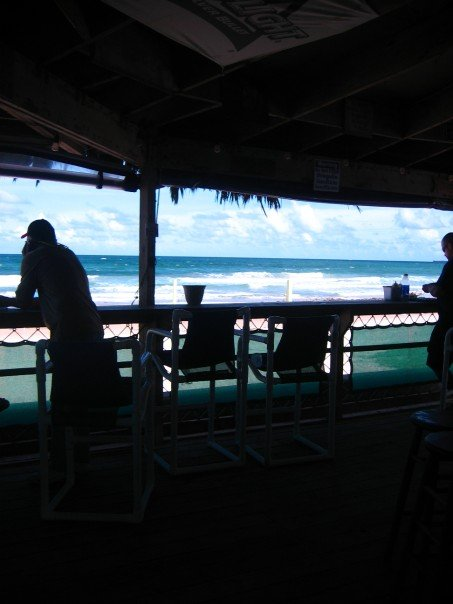
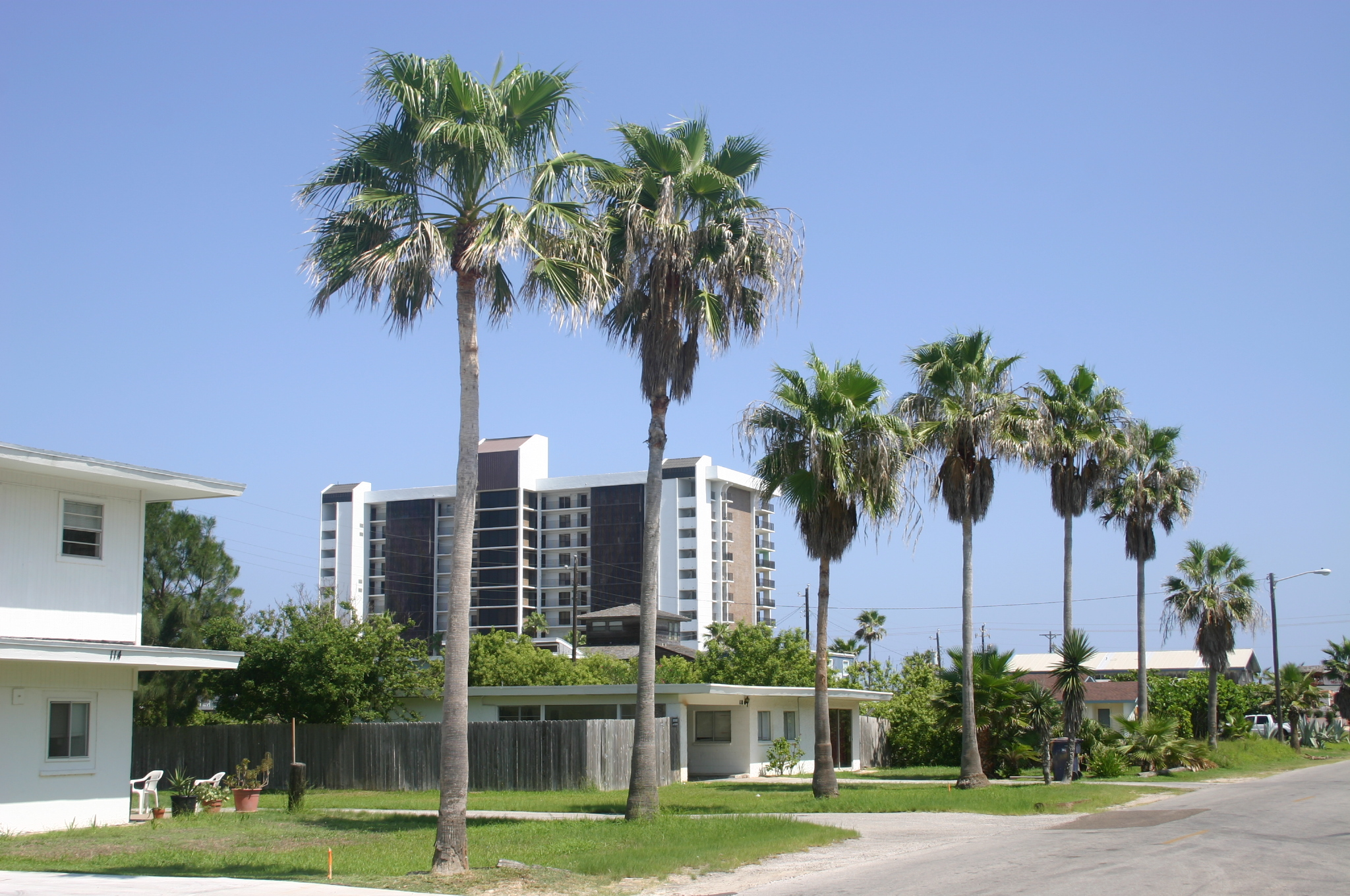
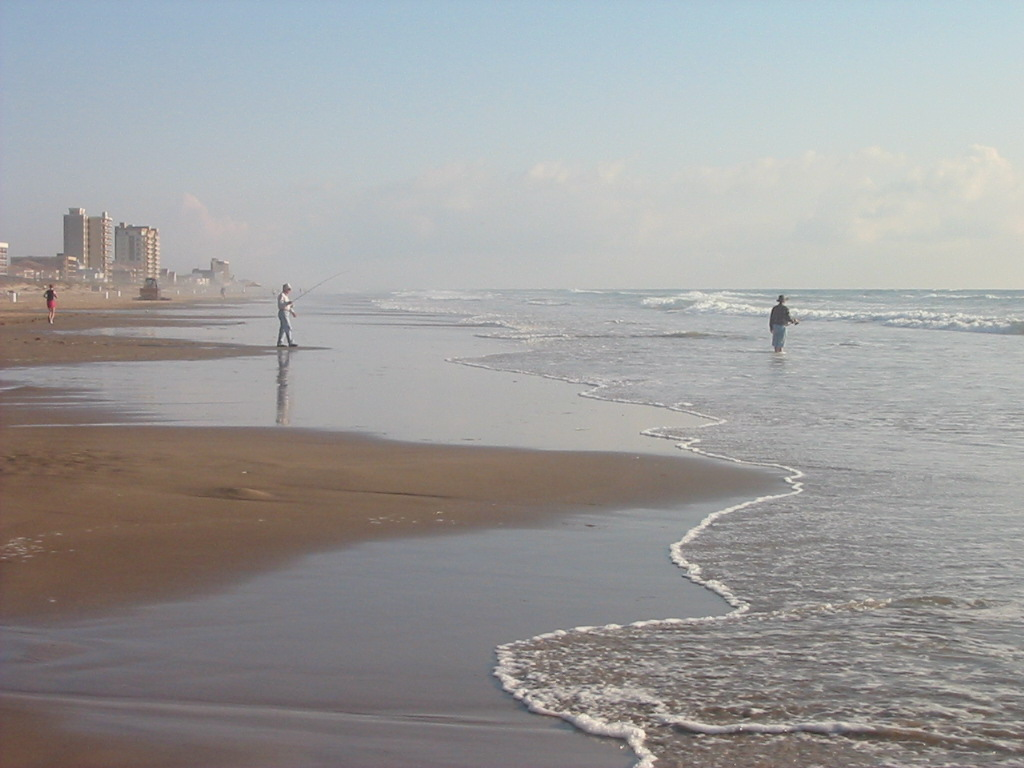
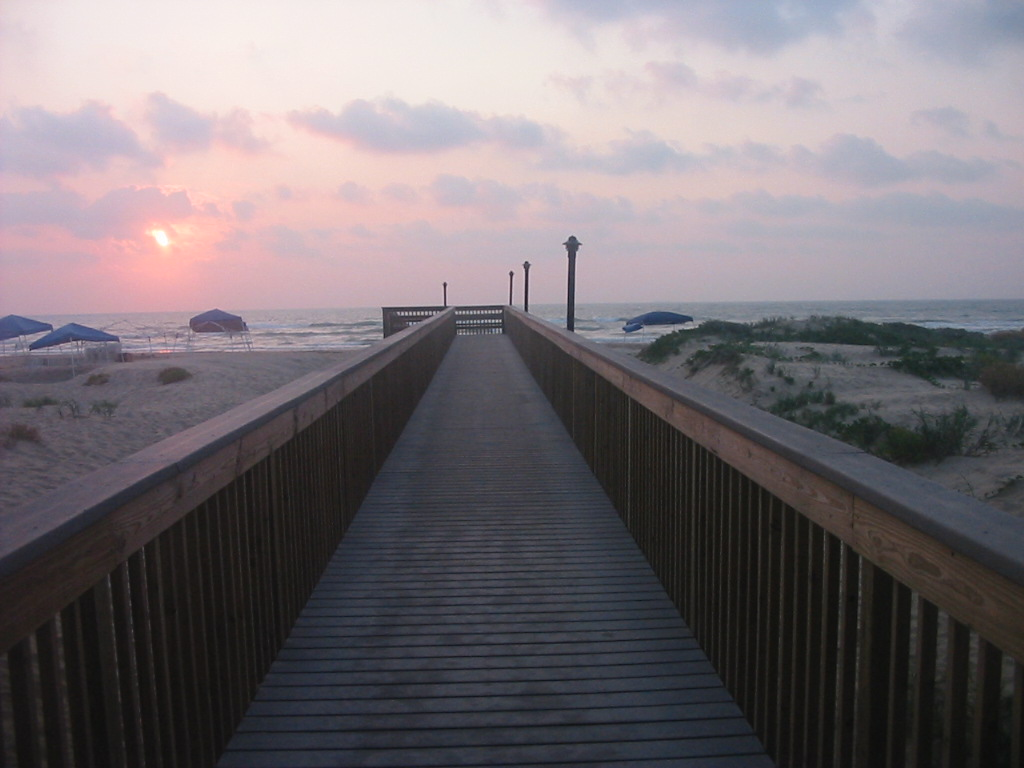